# Artuklu (Mardin)
Artuklu (kurdisch: Ertuqî)  ist der neue Name des zentralen Landkreises (Ilçe Merkez) der Stadt Mardin in der gleichnamigen Provinz in Südostanatolien. Um Verwechslungen mit der neugebildeten Mardin Büyükşehir Belediyesi (Großstadtgemeinde Mardin) zu vermeiden, legte das Gesetz Nr. 6360 diese Namensänderung fest.
Der Name leitet sich von der türkischen Dynastie der Artukiden ab, die vom 12. bis zum 15. Jahrhundert über die Region herrschten.

## Verwaltung
Der Landkreis Artuklu, der seit 2013 gleichzeitig auch ein Stadtbezirk ist, liegt zentral in der Provinz und grenzt im Westen an Kızıltepe, im Nordwesten an Mazıdağı, im Nord(ost)en an Savur, im Osten an Yeşilli, Ömerli und Nusaybin sowie an Syrien.
(Bis) Ende 2012 bestand der Landkreis neben der Kreisstadt aus drei Stadtgemeinden (Belediye) Kabala, Ortaköy, Yalım und 64 Dörfern (Köy) in zwei Bucaks, die während der Verwaltungsreform 2013/2014 in Mahalle (Stadtviertel/Ortsteile) überführt wurden. Die 23 bestehenden Mahalle der Kreisstadt blieben erhalten, während die zwölf Mahalle der drei o. g. anderen Belediye zu je einem Mahalle verschmolzen wurden. Durch Herabstufung dieser Belediye und der Dörfer zu Mahalle stieg deren Anzahl von 35 auf 92. Ihnen steht ein Muhtar als oberster Beamter vor.
Ende 2020 lebten durchschnittlich 1.983 Menschen in jedem Mahalle, die bevölkerungsreichsten davon waren:
- 13 Mart Mah. (30.210)
- Yenişehir Mah. (21.354)
- Nur Mah. (19.946)
- Yalım Mah. (19.807)
- Gökçe Mah. (9.993)
- Ortaköy Mah. (9.990 Eiwn.)

## Fotografische Impressionen aus Artuklu

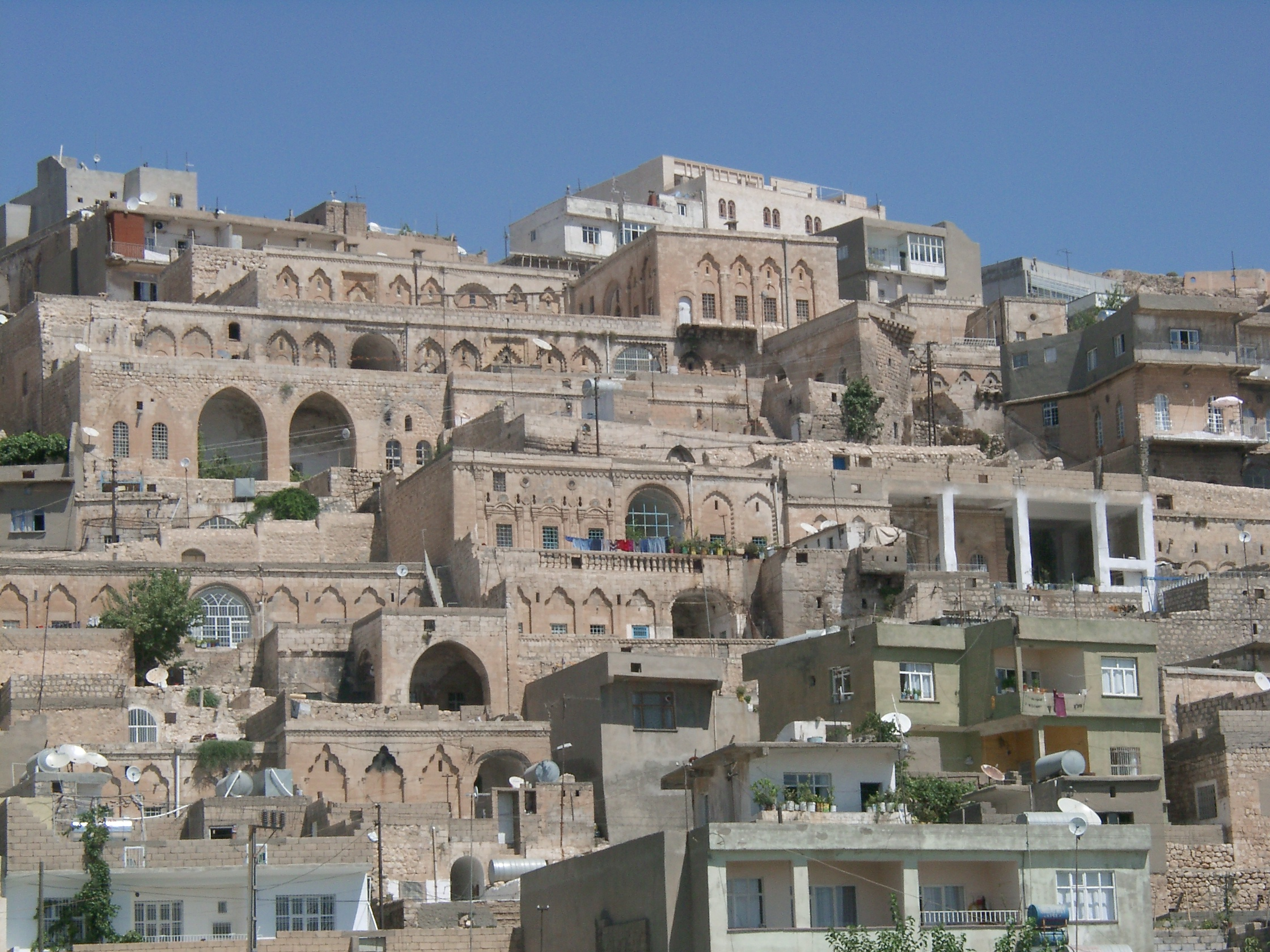
Die Altstadt
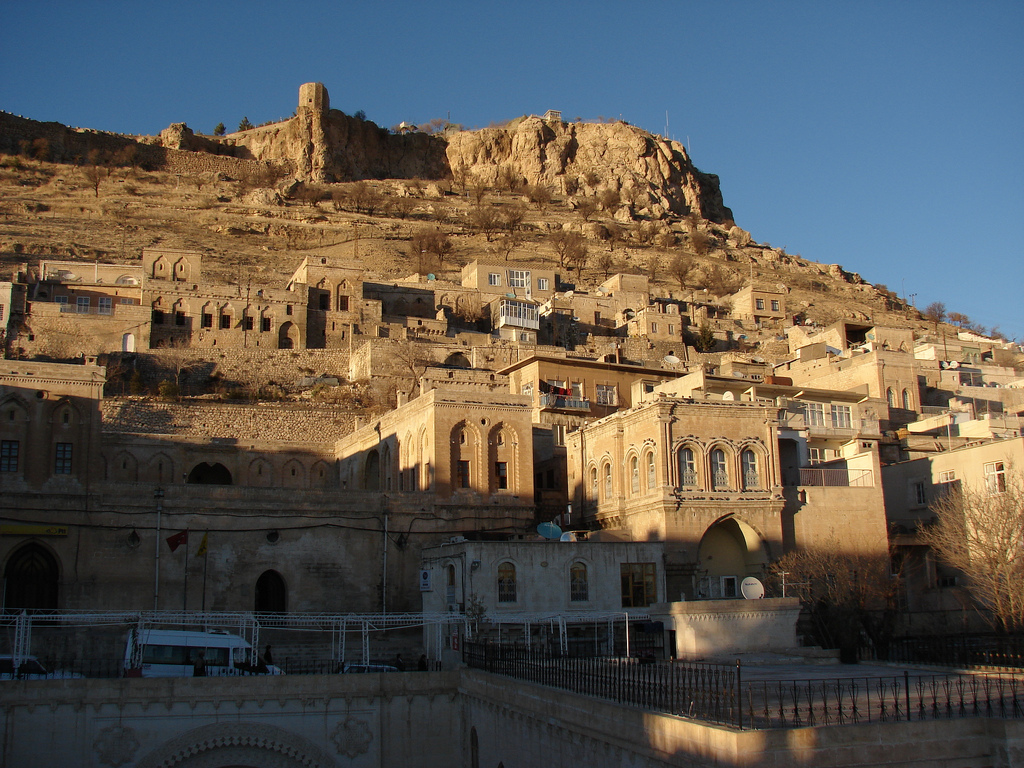
Die Altstadt
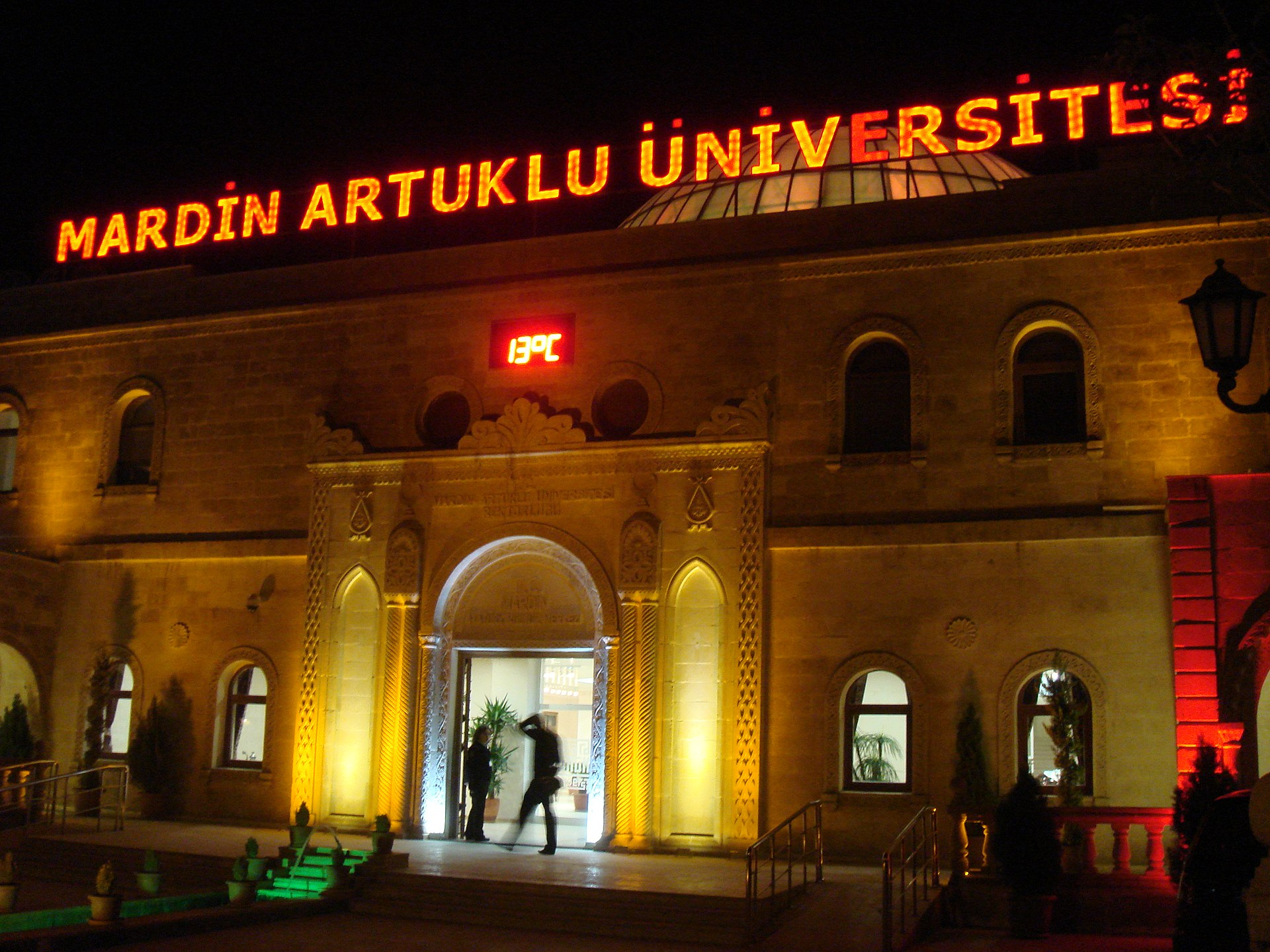
Universität von Artuklu